# Asterix in Amerika
Asterix in Amerika (Astérix et les Indiens) is een animatiefilm uit 1994 gebaseerd op de Asterix-stripreeks. Het is de enige Asterix-film die niet in Frankrijk, maar in Duitsland geproduceerd is. Ook is het de enige Asterix-film die niet in het Nederlands is uitgekomen. De film is losjes gebaseerd op de strip De grote oversteek.

## Verhaal
Na wederom een nederlaag van de Romeinen stuurt Julius Caesar Lucullus, een van zijn sycofanten, naar Gallië. Hij moet de druïde Panoramix vangen en over de rand van de wereld werpen. Dan zullen de Galliërs spoedig machteloos zijn.
Ondertussen is Kostunrix door zijn visvoorraad heen. Hierdoor breekt een gevecht uit waarbij de ketel toverdrank wordt omgestoten. Omdat Panoramix geen nieuwe drank kan maken zonder verse vis, gaan Asterix en Obelix de zee op om te vissen. Panoramix gaat het bos in om de andere ingrediënten voor de drank te plukken, alwaar hij door de Romeinen wordt gevangen.
Lucullus laat Panoramix aan boord van een Romeins schip naar de rand van de wereld brengen. Onderweg passeert het schip de boot van Asterix en Obelix, die meteen de achtervolging inzetten. Obelix wordt even afgeleid door de geur van eten afkomstig van het piratenschip, maar al snel halen ze de Romeinen weer in. Net als de Galliërs het Romeinse schip inhalen, wordt Panoramix met een katapult van het schip geschoten en verdwijnt aan de horizon. De Galliërs volgen hem, terwijl Lucullus terug naar Gallië vaart.
Terug in Gallië stuurt Caesar meteen een leger om het Gallische dorp te belegeren. Hij opent steeds kleine aanvallen op het dorp om de Galliërs snel door hun laatste toverdrank heen te helpen.
Asterix en Obelix belanden ondertussen in een vreemd land, waar Panoramix ook terecht moet zijn gekomen. Asterix wordt gevangen door indianen, terwijl Obelix op jacht is naar het ontbijt. Wanneer hij ontdekt dat Asterix weg is, laat hij Idéfix Asterix’ geurspoor volgen. Onderweg redt hij een indianenmeisje van een kudde op hol geslagen bizons.
In het indianenkamp komt Asterix vastgebonden aan een totempaal bij. Aan de paal naast hem zit Panoramix. Obelix en het meisje arriveren net op tijd om Asterix en Panoramix te bevrijden. Het meisje blijkt de dochter van het opperhoofd te zijn. Die avond zijn de drie Galliërs gasten bij de indianen. Panoramix verslaat de indiaanse medicijnman in een magiewedstrijd middels een demonstratie van zijn toverdrank.
De medicijnman pikt deze nederlaag niet en zet zijn zinnen op de toverdrank. Hij verdooft Obelix met een middeltje dat hallucinaties veroorzaakt, en vangt Panoramix om hem het geheim van de drank te laten onthullen. Asterix weet Panoramix te bevrijden, waarna Obelix wordt genezen met een grote maaltijd.
De Galliërs moeten nu echt vertrekken omdat hun dorp hen nodig heeft. De indianen geven hen een rijkelijk bevoorrade kano voor de terugreis.
Terug in het dorp lijken de drie te laat te zijn. Het dorp is grotendeels verwoest, en op een vastgebonden Kakofonix na blijken alle dorpelingen te zijn gevangen door de Romeinen. De Galliërs worden vastgehouden in een nabijgelegen kamp, en zullen spoedig naar Rome worden gebracht. Vermomd als Romeinen dringen Asterix en Obelix dit kamp binnen, en geven hun dorpsgenoten de toverdrank. Al snel zijn de Galliërs uitgebroken en is er van het Romeinse kamp niets meer over.
De Galliërs herbouwen hun dorp en gaan door met hun dagelijkse leven. Lucullus daarentegen komt er minder goed vanaf. Hij wordt verslonden door Caesars huisdierpanter.

## Rolverdeling
| Acteur              | Personage       |
| ------------------- | --------------- |
| Craig Charles       | Asterix         |
| Howard Lew Lewis    | Obelix          |
| Henri Labussière    | Panoramix       |
| Geoffrey Bayldon    | Getafix         |
| Henry McGee         | Caesar          |
| Christopher Biggins | Lucullus        |
| François Chaix      | Abraracourcix   |
| Michel Tugot-Doris  | Assurancetourix |
| Rik Mayall          | Cacofonix       |
| François Chaix      | Vitalstatistix  |
| Jean Dautremay      | Unhygenix       |
| Olivier Jankovic    | Stupidus        |
| Nathalie Spitzer    | Falbala         |
| John Rye            | Verteller       |

## Trivia
- Dit is de eerste Asterix-film die eerst uitkwam in een Engelstalige versie en later pas in het Frans werd nagesynchroniseerd.
- De indiaanse spraak is een opeenvolging van de namen van diverse steden en staten van de VS.
- Wanneer Caesar, verborgen in een ton, bedenkt hoe hij zich uit het uiteindelijke debacle moet verklaren, bedenkt hij een heel epos. Vermoedelijk verwijzend naar zijn verslaggeving over de Belgae.
- Het nummer in de film is indiaans geïnspireerd, met meerstemmig ritmisch gezang en ijle fluittonen (en een telkens op het goede moment huilende wolf).
- Vergeleken met de strip waaraan het avontuur grotendeels ontleend is (De Grote Oversteek) is hier ook Panoramix aanwezig, is de filmversie van de dochter een bevallige schoonheid (en indirect een allusie op Pocahontas) en komen de Vikings niet voor in de film. De medicijnman is in de strip ook afwezig en wordt de taal herleid tot "how", "ugh", "potipoti" en gebaren. Wanneer Obelix onder meer in de strip "Olé" roept, nemen de indianen dit ook over.
- Lucullus laat het leger aan het begin van de film diverse onbestaande formaties aannemen waaronder een pizza met een stuk uit en een grote bal.
- De scène waarin Panoramix wordt ontvoerd is deels ontleend aan Asterix en de Gothen. Hier zijn het de Romeinen echter die hem in de val lokken, met Lucullus vermomd als druïde.
- Panoramix geeft aan te beseffen dat de Aarde rond is en niet plat zoals toen nog gedacht werd.
- Ook geeft Panoramix aan dat de indianen liever Amerikaanse inwoners genoemd worden.